# Nxtpaper
Nxtpaper é uma tecnologia de tela inovadora desenvolvida pela TCL, que promete uma experiência visual semelhante ao papel. Esta tecnologia é notável pelo seu foco na saúde ocular, com a redução de luz azul e propriedades antirreflexo projetadas para diminuir a fadiga visual.

## Desenvolvimento e características
Desde sua concepção, a tecnologia Nxtpaper tem melhorado continuamente. Com o Nxtpaper 2.0, a TCL fez avanços significativos, melhorando a visibilidade e o conforto visual sem sacrificar a qualidade da cor ou do brilho.

## Aplicações do Nxtpaper
A tecnologia Nxtpaper foi integrada em vários dispositivos da TCL, incluindo tablets e smartphones. A Nxtpaper 11 é um exemplo de como essa tecnologia foi aplicada em produtos comerciais, oferecendo telas de alta qualidade com uma redução significativa da luz azul e um design que prioriza a saúde ocular.

## Recepção e perspectiva de mercado
Apresentada em eventos como o Mobile World Congress, a tecnologia Nxtpaper tem recebido atenção por sua inovação em design e funcionalidade. Destaca-se pelo seu potencial de oferecer uma experiência de usuário melhorada, especialmente em ambientes com muita luz ou para usuários que passam muito tempo em frente às telas.